# August Karolus
August Karolus, född 16 mars 1893, död 1 augusti 1972, var en tysk fysiker.
Karolus blev 1926 professor i Leipzig. Han sysslade framför allt med bildtelegrafiska problem och uppfann ett på Kerreffekten grundat högfrekvent ljusrelä, "Karoluscell".